# Tchoulym (tributaire du lac Tchany)
Pour les articles homonymes, voir Tchoulym.

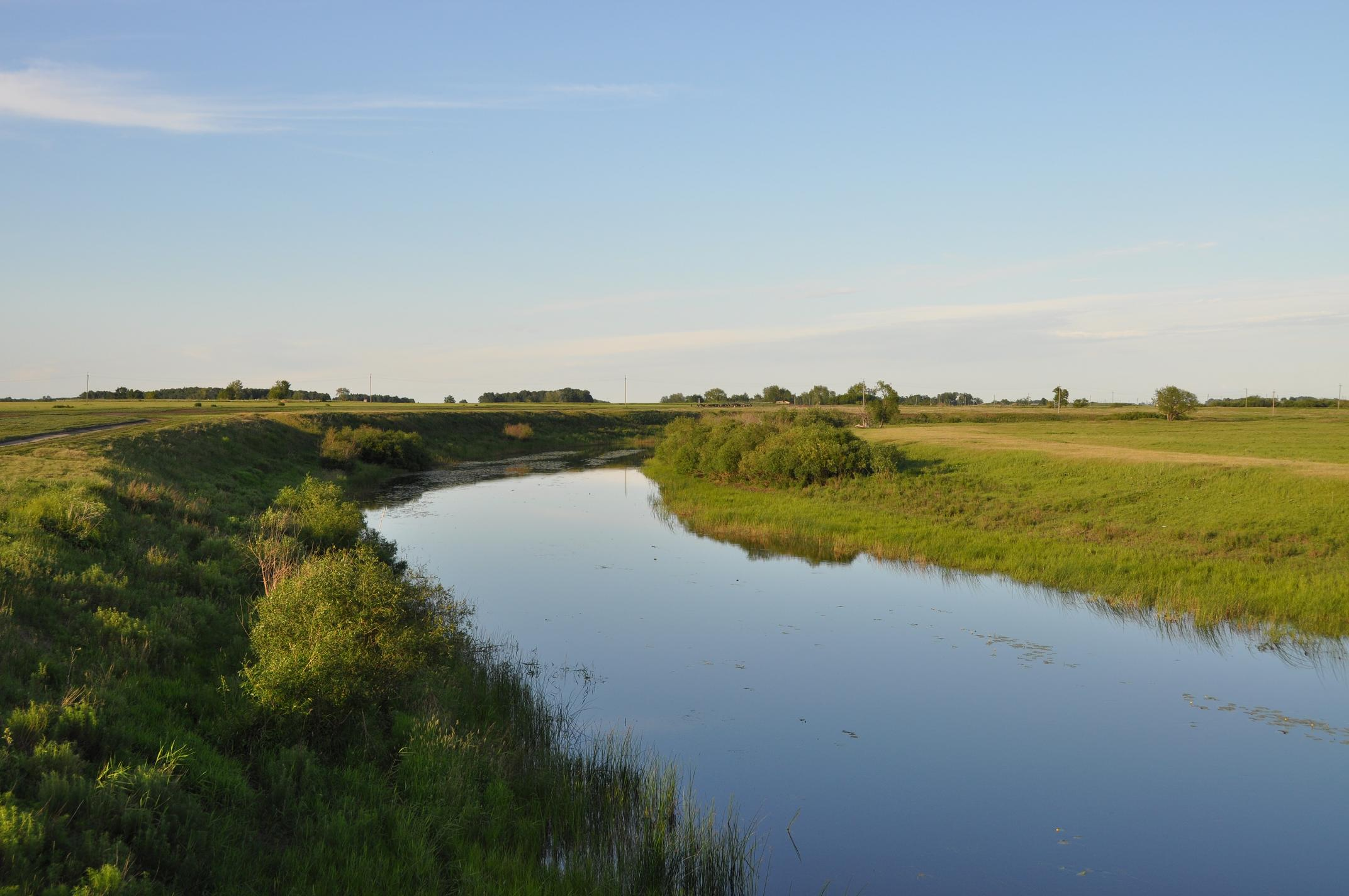
Le Tchoulym

Le Tchoulym (en russe : Чулым) est une rivière de Russie qui coule dans l'oblast de Novossibirsk, au sud-est de la Sibérie occidentale. C'est l’affluent principal du lac Tchany.

## Homonymie
Il ne faut pas confondre le Tchoulym, tributaire du lac Tchany, avec le Tchoulym qui est un des principaux affluents de l’Ob.

## Géographie
Le Tchoulym coule au sud de la grande plaine de Sibérie occidentale. Il naît dans une région marécageuse du nord-est de la steppe de Baraba, dans la partie occidentale de l'oblast de Novossibirsk. La rivière est formée par l'union de plusieurs petits cours d'eau issus des marais appelés Toïskoïe Zaïmichtchïe (en russe : Тойское Займище) et Trochinskoïe Zaïmichtchïe (Трошинское Займище), à quelque 100 km au nord-ouest de Novossibirsk, à une altitude de 150 mètres. 
Son parcours se déroule à travers la steppe de Baraba, globalement du nord-est vers le sud-ouest. Elle coule au travers des lacs Sargoul (en russe : Саргуль - 34,6 km2) et Ourioum (Урюм - 84,1 km2). Le Tchoulym se jette finalement dans la partie sud-est du lac Tchany que l'on appelle « petit lac Tchany » (en russe : Малые Чаны), qui est connecté au reste du lac par un étroit goulot.
Dans son cours inférieur, le Tchoulym a une largeur approximative de 30 mètres et quelque cinq mètres de profondeur. 
La rivière est gelée en moyenne, depuis la mi-novembre jusqu'à la mi-avril.

## Affluents
- La Souma est un important affluent en rive gauche.
- Son principal affluent est le Kargat, qui conflue en rive droite. Au niveau de son point de confluence, le débit du Kargat surpasse nettement celui du Tchoulym.

## Villes traversées
La rivière traverse une région agricole peu peuplée. La seule ville d'une certaine importance est Tchoulym, dans son cours supérieur. C'est là que la rivière est franchie par la voie ferrée du Transsibérien (section Omsk-Novossibirsk).

## Hydrométrie - Les débits à Yarki
Le débit du Tchoulym a été observé pendant 46 ans (1947-1994) à Yarki, petite localité située à quelque 170 kilomètres de son embouchure dans le lac Tchany. 
À Yarki, le débit inter-annuel moyen ou module observé sur cette période était de 5,66 m3/s pour une surface prise en compte de 8 850 km2, soit plus ou moins 50 % de la totalité du bassin versant de la rivière. En effet, les chiffres suivants n'incluent pas les données de son important affluent, le Kargat (module de plus de 10 m3/s). La lame d'eau écoulée dans cette partie du bassin atteint le chiffre de 20,2 millimètres par an, ce qui doit être considéré comme très peu élevé, et résulte de la modération des précipitations observées dans l'ensemble de son bassin.
Rivière alimentée en grande partie par la fonte des neiges, le Tchoulym est un cours d'eau de régime nivo-pluvial. 
Les hautes eaux se déroulent au printemps, en avril et en mai, ce qui correspond au dégel et à la fonte des neiges. Au mois de juin, le débit s'effondre généralement, puis se stabilise à un bas niveau tout au long du reste de l'été et de l'automne. Au mois de novembre, le débit de la rivière baisse à nouveau, ce qui mène à la période des basses eaux. Celle-ci a lieu de novembre à mars inclus et correspond aux gels de l'hiver qui s'abattent sur toute la Sibérie. 
Le débit moyen mensuel observé en février et en mars (minimum d'étiage) est de 0,03 m3/s (30 litres par seconde), soit à peine plus de 0,1 % du débit moyen du mois de mai, maximum de l'année (25,3 m3/s), ce qui souligne l'amplitude extrêmement élevée des variations saisonnières, phénomène que l'on retrouve presque partout en Russie, mais de façon généralement plus atténuée. Sur la durée d'observation de 46 ans, le débit mensuel minimal a été de 0,0 m3/s à plus d'une reprise (arrêt total de l'écoulement) tant en hiver qu'en été, tandis que le débit mensuel maximal s'élevait à 140 m3/s en mai 1986.
En ne considérant que la période estivale, la plus importante car libre de glaces (de mai à octobre inclus), le débit mensuel minimal observé a été de 0,0 m3/s en juillet 1982, ce qui montre qu'aucune saison n'est épargnée par d'éventuelles pénuries.